# Episodi di Squadra Speciale Cobra 11 (seconda stagione)
La seconda stagione della serie televisiva Squadra Speciale Cobra 11 è stata trasmessa in prima visione in Germania da RTL in tre diversi periodi: dall'11 marzo al 15 aprile 1997 (episodi 10-15 secondo l'ordine di messa in onda, costituenti la stagione 2 di RTL), dal 14 ottobre al 25 novembre dello stesso anno (stagione 3 di RTL, comprendente gli episodi 16-21), e infine dal 31 marzo al 18 giugno 1998 per i rimanenti episodi (stagione 4). In Italia è stata trasmessa in prima visione da Rai 2 dal 20 gennaio al 13 febbraio 1999, e infine dal 12 al 14 maggio 2001, seguendo l'ordine di produzione degli episodi: venne però saltato l'episodio Fama mortale, che è stato trasmesso solamente nel 2008, durante le repliche della serie in fascia preserale.
| nº | n° RTL (diffusione) | Titolo originale      | Titolo italiano            | Prima TV Germania | Prima TV Italia  |
| -- | ------------------- | --------------------- | -------------------------- | ----------------- | ---------------- |
| 1  | 12                  | Shotgun               | Colpo di pistola           | 25 marzo 1997     | 20 gennaio 1999  |
| 2  | 10                  | Ausgesetzt            | Il neonato                 | 11 marzo 1997     | 21 gennaio 1999  |
| 3  | 11                  | Kaltblütig            | A sangue freddo            | 18 marzo 1997     | 22 gennaio 1999  |
| 4  | 13                  | Notlandung            | Atterraggio d'emergenza    | 1º aprile 1997    | 23 gennaio 1999  |
| 5  | 14                  | Das Attentat          | L'attentato                | 8 aprile 1997     | 25 gennaio 1999  |
| 6  | 15                  | Die verlorene Tochter | La figlia perduta          | 15 aprile 1997    | 26 gennaio 1999  |
| 7  | 20                  | Rache ist süß         | Dolce vendetta             | 18 novembre 1997  | 28 gennaio 1999  |
| 8  | 19                  | Bremsversagen         | Il vietnamita              | 11 novembre 1997  | 29 gennaio 1999  |
| 9  | 16                  | Crash                 | L'ultima corsa             | 14 ottobre 1997   | 30 gennaio 1999  |
| 10 | 18                  | Kindersorgen          | Tripla identità            | 28 ottobre 1997   | 1º febbraio 1999 |
| 11 | 17                  | Generalprobe          | Prova generale             | 21 ottobre 1997   | 2 febbraio 1999  |
| 12 | 21                  | Raubritter            | Rapina all'ufficio postale | 25 novembre 1997  | 3 febbraio 1999  |
| 13 | 24                  | Volley Stop           | Bettina                    | 16 aprile 1998    | 5 febbraio 1999  |
| 14 | 31                  | Schlag zu             | Colpisci!                  | 18 giugno 1998    | 8 febbraio 1999  |
| 15 | 22                  | Sonnenkinder          | Figli del sole             | 31 marzo 1998     | 9 febbraio 1999  |
| 16 | 28                  | Zwischen den Fronten  | Vendetta                   | 14 maggio 1998    | 10 febbraio 1999 |
| 17 | 30                  | Faule Äpfel           | L'infiltrato               | 4 giugno 1998     | 11 febbraio 1999 |
| 18 | 25                  | Kurze Rast            | Il debito restituito       | 23 aprile 1998    | 12 febbraio 1999 |
| 19 | 27                  | Gift                  | Veleno                     | 7 maggio 1998     | 13 febbraio 1999 |
| 20 | 23                  | Tödlicher Ruhm        | Fama mortale               | 7 aprile 1998     | 29 febbraio 2008 |
| 21 | 29                  | Schnäppchenjäger      | Merce di riciclaggio       | 28 maggio 1998    | 12 maggio 2001   |
| 22 | 26                  | Leichenwagen          | Prova di fiducia           | 30 aprile 1998    | 14 maggio 2001   |

## Colpo di pistola
- Titolo originale: Shotgun
- Diretto da: Peter Vogel
- Scritto da: Matthias Herbert

### Trama
Lungo l'autostrada gli "Shotgun Cruiser" si divertono a correre e a sparare alle auto per mandarle fuori strada con un fucile a pallini. Quando l'agente Herzberger trova il cadavere di un uomo ucciso proprio da un pallino, gli ispettori Semir Gerkhan e André Fux (nuovo collega di Semir) fanno del loro meglio per catturarli e ci riescono. Sotto interrogatorio però i presunti colpevoli confessano di aver mirato solo alle gomme delle auto e non ai conducenti...
- Altri interpreti: Dirk Wäger (Kreck), Andreas Herder (Navratil), Frank Kessler (Unger), Joachim Paul Assböck (Mütz)

## Il neonato
- Titolo originale: Ausgesetzt
- Diretto da: Peter Vogel
- Scritto da: Matthias Herbert

### Trama
La segretaria della polizia autostradale trova in un'area di servizio un bambino abbandonato. André e Semir scoprono che i coniugi Wassmer, non potendo avere un bambino loro, volevano comprarlo per 150000 marchi: avrebbero dovuto lasciare i soldi nell'area di servizio e portarsi via il piccolo. Le indagini rivelano che il neonato era stato sottratto, grazie a un complotto dei medici, alla madre diciottenne, che lo credeva nato morto. L'ostetrica si sente responsabile e tenta il suicidio, ma gli ispettori Gerkhan e Fux la salvano appena in tempo. Per i due poliziotti inizia nel frattempo l'indagine.
- Altri interpreti: Jenny Gröllmann (Roswitha Bartels), Holger Mahlich (Dr. Sieloff), Franziska Troegner (infermiera Annegret), Katrin Angerer (Margarete Klein)

## A sangue freddo
- Titolo originale: Kaltblütig
- Diretto da: Pete Ariel
- Scritto da: Kai-Michael Majewski

### Trama
La famiglia di un rivenditore di diamanti è tenuta in ostaggio. L'uomo ha un riscatto in diamanti da consegnare entro lo scadere del tempo. Lungo l'autostrada, bloccato da un incidente, incontra Semir e André, che decidono di aiutarlo a salvare i familiari. Ma le cose non vanno come previsto: durante la consegna del riscatto infatti, rivela di essere stato alla polizia. Il malvivente fugge con il membro più giovane della famiglia, una bambina di nome Naomi. Ma quello che nessuno sa è che c'è un complice tra gli ostaggi, il fidanzato della sorella di Naomi. Semir e André, dopo averlo scoperto e arrestato, iniziano una corsa contro il tempo.
- Altri interpreti: Karl Maslo (Rüdiger Dubeck), Klaus Herm (Grünberg), Alexander Höchst (Tom Menzer), Anna Maria Roskewitsch (Lisa Grünberg)

## Atterraggio d'emergenza
- Titolo originale: Notlandung
- Diretto da: Pete Ariel
- Scritto da: Clementina Hegewish, Fritz Müller-Scherz

### Trama
Bernhard Fish è preso di mira da qualcuno che vuole la sua morte e dopo vari tentativi riesce a ucciderlo. Le indagini portano a Charly, meccanico e controllore di volo dell'aeroclub della vittima, ma senza esito. Semir però lo ritiene sospetto, infatti dopo vari controlli scopre che è il figlio di Fish e che si sentiva disprezzato da lui. Quando si reca insieme ad André al campo di volo per arrestarlo, egli tenta la fuga in aereo. Semir lo insegue e riesce a saltare nella cabina di pilotaggio. Charly vuole schiantarsi e il poliziotto è costretto a metterlo KO, ma ora sta a lui, che non aveva mai pilotato un aereo se non con il computer, tornare a terra.
- Altri interpreti: Michael Roll (Charly), Bernd Stegemann (Fisch), Jenny Elvers (Trixi Mehring), Karin Düwel (signora Blomberg)

## L'attentato
- Titolo originale: Das Attentat
- Diretto da: Gabriele Heberling
- Scritto da: Dieter Tarnowski

### Trama
Il candidato presidenziale africano Jonathan Agave è in Germania per una visita ufficiale di Stato. Un gruppo terroristico, che è collegato a uno dei suoi dipendenti, vuole ucciderlo. Semir e André dovranno tutelare il politico.
- Altri interpreti: Karin Boyd (Miriam), Wilfried Hochholdinger (Holz), Robert Owens (Jonathan Agave), Slaheddine Ben Saad (Taringa Birkens)

## La figlia perduta
- Titolo originale: Die verlorene Tochter
- Diretto da: Robert Sigl
- Scritto da: Renate Kampmann

### Trama
Una giovane ragazza, Andrea de Sand, viene trovata morta sulla strada, a distanza di un giorno dalla sua fuga da casa. In primo luogo, si sospetta del camionista che le aveva dato un passaggio. Questo, però, nega l'omicidio. Il caso prende una piega inaspettata quando Stefanie, la sorella di Andrea, trova il suo diario e scopre che il padre abusava di lei da anni. Anche Stefanie fugge da casa, per portare il diario alla polizia. Il padre ha paura e non vuole che la verità venga alla luce, così si lancia all'inseguimento della figlia per ucciderla.
- Altri interpreti: Michael Habeck (Richard de Sand), Annette Kreft (Regina de Sand), Anne Richter (Stefanie de Sand), Maximilian Wigger (Ulli Richter), Suzanne von Borsody (Camille Foulet)

## Dolce vendetta
- Titolo originale: Rache ist süß
- Diretto da: Pete Ariel
- Scritto da: Renate Kampmann, Matthias Herbert

### Trama
Lennart Nielsen, ex carcerato, vuole vendicarsi di Anna Engelhardt, responsabile della sua cattura e condanna. La sua vendetta è spietata: dopo aver perseguitato e danneggiato il commissario in vari modi, fino a infangare la sua reputazione, uccide un uomo e si ferisce da solo per far ricadere la colpa su di lei. Infine la rapisce per ucciderla e far passare la sua morte come un suicidio portato dalla disperazione; Semir e André evitano il peggio. Intanto al distretto c'è anche una nuova segretaria: Andrea Schäfer, di cui Semir si invaghisce subito, e Dieter Bonrath, nuovo compagno di Otto.
- Altri interpreti: Max Tidof (Lennart Nielsen)

## Il vietnamita
- Titolo originale: Bremsversagen
- Diretto da: Pete Ariel
- Scritto da: Matthias Herbert

### Trama
André e Semir assistono a un incidente sull'autostrada, nel quale rimane coinvolto un furgoncino con dentro un uomo vietnamita, già morto prima dello scontro, provocato dal suo killer per coprire l'omicidio.
- Altri interpreti: Lutz Herkenrath (public prosecutor Dr. Midding), Meylan Chao (Li), Michael Hornig (Melzig), Maverick Queck (Phong La), Augustin Kramann (Ohlemacher), Jens Wachholz (Stuck)

## L'ultima corsa
- Titolo originale: Crash
- Diretto da: Gabriele Heberling
- Scritto da: Norbert Eberlein

### Trama
Con auto rubate un gruppo di ragazzi organizza corse contromano lungo l'autostrada; André e Semir indagano con difficoltà. Il giorno successivo, una di queste corse provoca un incidente mortale, nel quale perde la vita Tom, uno dei piloti; i rilievi evidenziano che la vettura è stata manomessa. Intanto Semir scopre che Betty, ragazza di Hajo, altro componente del gruppo, è stata violentata la sera precedente all'incidente. Viene scoperto che la vittima aveva prestato soldi all'amico Sebastian; inoltre, una registrazione testimonia che gli stupratori di Betty sono proprio Tom e Sebastian; tali circostanze conferiscono a tutti i membri del gruppo un movente plausibile per l'omicidio di Tom. Il colpevole si rivela essere Günzi che, segretamente innamorato di Betty, vuole portare a termine la vendetta anche contro Sebastian; prepara così un nuovo attentato manomettendo la sua auto. Semir e André lo colgono in flagrante e il giovane se la dà a gambe. I due ispettori si lanciano all'inseguimento, ma non si accorgono di aver preso l'auto manipolata.
- Altri interpreti: Mario Irrek (Günzi), Sonja Kerskes (Beate), Frank Giering (Hajo), Roman Kinzka (Tom). Teo Gostischa (Sebastian)

## Tripla identità
- Titolo originale: Kindersorgen
- Diretto da: Gabriele Heberling
- Scritto da: Matthias Herbert

### Trama
Kim, la figlia di un ex-fidanzata di André, gli chiede aiuto, perché sua madre Sonja è innamorata di un uomo, che secondo Kim conduce una doppia vita. André e Semir decidono di indagare e scoprono che Sam, l'uomo sospetto, sembra avere veramente più di un'identità. Mettono Sonja al corrente, ma la donna si rifiuta di credergli, fino a quando non viene rapita insieme alla figlia Kim da due uomini, che pretendono un riscatto da Sam.
- Altri interpreti: Sven Martinek (Sam), Jeanette Rauch (Sonja), Miriam Horwitz (Kim), Jochen Senf (Meffert), Guido Bösherz (Toni)

## Prova generale
- Titolo originale: Generalprobe
- Diretto da: Cornelia Dohrn
- Scritto da: David Simmons

### Trama
Dei motociclisti gettano chiodi sull'autostrada provocando mega incidenti. In base alle indicazioni dei testimoni, gli uomini appartengono a un club che ha la sua sede vicino a un cimitero di auto. I motociclisti vengono portati in centrale e interrogati, ma devono essere rilasciati perché non ci sono abbastanza prove. In seguito, un autocarro rubato con una rampa si ribalta in un'area industriale.
- Altri interpreti: Thomas Kretschmann (Robert Michalke), Andreas Schmidt-Schaller (Gerbroff), Manfred Andrae (Per Wilken), Susanne Lüning (Linda Michalke)

## Rapina all'ufficio postale
- Titolo originale: Raubritter
- Diretto da: Cornelia Dohrn
- Scritto da: Matthias Herbert

### Trama
Un bulldozer sfonda la parete di un ufficio postale in piena notte e porta via una cassetta di sicurezza. Mentre Semir e André cercano di scoprire chi sia stato e perché, viene rubato un altro bulldozer; i due ispettori giungono alla conclusione che esso verrà usato per un'altra rapina dalla medesima banda. Devono perciò impedire che accada e trovare i colpevoli.
- Altri interpreti: Vladimir Weigl (Stelea), Marte Schwiers (Biggi), Thomas Bestvater (Müller), Attila Borlan (Victor), Thomas Haydn (Jon)

## Bettina
- Titolo originale: Volley Stop
- Diretto da: Pete Ariel
- Scritto da: Matthias Herbert

### Trama
Bettina Fürst, una ragazza di diciotto anni, tennista professionista, prende la Porsche di suo padre e scompare con due milioni di marchi, che ha preso dalla sua cassaforte. Tuttavia provoca un grave incidente, fuggendo a piedi con il denaro, che poi nasconde in un cantiere edile. Quello che non sa è che il denaro appartiene al gangster Seibel, colui che gestisce il riciclaggio di denaro sporco del padre di Bettina. Bettina glielo confessa e lui la convince a restituirgli i soldi. Ma quando tornano al cantiere il denaro è sparito e Bettina viene rapita dai gangster. Roland, fidanzato della ragazza, assiste al rapimento e avverte André e Semir.
- Altri interpreti: Doreen Jacobi (Bettina Fürst), Rüdiger Wandel (Klaus-Dieter Fürst), Rolf Kanies (Seibel), Tatjana Alexander (giornalista)

## Colpisci!
- Titolo originale: Schlag zu!
- Diretto da: Pete Ariel
- Scritto da: Matthias Herbert

### Trama
Durante una lezione nel karate club di André, Olaf, un suo studente, muore mentre si sta allenando con lui. Il Commissario Kindermann lo accusa di omicidio colposo e lo solleva dal servizio; Semir si adopera per provare l'innocenza del collega. Con l'aiuto del medico legale trova delle sostanze dopanti nel sangue di Olaf, sostanze che provocano aggressività e un attacco cardiaco se chi le ha assunte viene sottoposto a uno sforzo. Questa pista conduce Semir a Unger, un uomo che aveva un conto in sospeso con André e che ha intenzione di saldarlo ingaggiando un combattimento con lui. André accetta, ma non sa che Unger è riuscito a fargli assumere la terribile sostanza dopante.
- Altri interpreti: Frank Kessler (Unger), Leon Boden (commissario Kindermann), Boris Lehmann (Olaf)

## Figli del sole
- Titolo originale: Sonnenkinder
- Diretto da: Dror Zahavi
- Scritto da: Matthias Herbert

### Trama
Semir e Andrea, ascoltando la radio, scoprono che i seguaci della setta "Figli del Sole" di India e Australia, credendo che il mondo sia alla fine, hanno compiuto un suicidio di massa, esattamente a mezzogiorno ora locale. Per Andrea è un grande shock, perché sua sorella Katrin appartiene a questa setta. Cerca così di infiltrarsi nel loro quartier generale per tentare di convincerla a lasciar perdere, ma viene scoperta e incarcerata. Katrin, scossa dalle parole di Andrea, capisce che il suicidio non porterebbe a niente e che il mondo non sta per finire. Gli altri membri della setta si preparano al suicidio in un granaio; il dottor Stetter, il leader, inietta il veleno mortale alle sorelle Schäfer per prime. Per Semir e André inizia una corsa contro il tempo.
- Altri interpreti: Rainer Friedrichsen (Dr. Stetter), Floriane Daniel (Katrin)

## Vendetta
- Titolo originale: Zwischen den Fronten
- Diretto da: Dror Zahavi
- Scritto da: Jochen Wermann, Matthias Herbert

### Trama
Atze, membro di una banda di giovani, miglior amico di Jörg, che è ancora minorenne, muore ucciso durante uno scontro con i membri di una gang rivale di motociclisti; il gruppo è in cerca di vendetta. Jörg intanto, nonostante gli sforzi della sorella, si fa travolgere dalla disperazione e cade nelle mani dei ragazzi di strada, che lo trascinano lungo la loro scia di violenze. Semir e André devono fermarlo prima che sia troppo tardi.
- Altri interpreti: Sasha Krasnobajew (Jörg), Edda Leesch (Katja), Hendrik Duryn (Garry), Francis Codjoe (Joshua), Michael Walke (Pinky), Detlef Bierstedt (Atze), Emilio De Marchi

## L'infiltrato
- Titolo originale: Faule Äpfel
- Diretto da: Arend Agthe
- Scritto da: Mike Scheffner, Matthias Simmich

### Trama
Semir e André sono in pattuglia e si trovano nel bel mezzo di un incidente; In un furgone rimasto coinvolto trovano un cadavere. Semir riconosce il corpo come quello del suo vecchio amico e collega, Thomas Born, guardia di frontiera federale, morto non a causa dell'incidente, ma assassinato (con altre due persone) in un precedente scontro a fuoco, che ha lasciato un unico superstite. Gli ispettori ricercano l'omicida, ma durante le indagini apprendono che Thomas era implicato in un caso di corruzione e di traffico di droga ed è stato quindi cacciato dalla Polizia. André e Semir cercano la moglie di Born, Daniela -vecchio amore di Semir- che nega tutte le accuse contro il marito, affermando che Thomas si sia ritrovato tra gli spacciatori per una missione segreta. Più tardi Semir la porta con sé sulle tracce di Meffert, il "complice" di Thomas, unico sopravvissuto, ora braccato dai capi dei due compratori uccisi. L'ispettore decide di arrestarlo, ma in quel momento fa una scoperta sconcertante: dietro a tutto c'è Daniela, che lo ha usato per recuperare droga e soldi e che ha intenzione di ucciderlo.
- Altri interpreti: Caroline Grothgar (Daniela Born), Karl Kranzkowski (Schmidtbauer), Axel Pape (Meurer), Hans Werner Olm (Dahlhaus), Rolf Zacher (Westmüller)

## Il debito restituito
- Titolo originale: Kurze Rast
- Diretto da: Arend Agthe
- Scritto da: Matthias Herbert

### Trama
Dopo una spettacolare rapina a una banca, quattro fratelli hanno dei problemi con la macchina di fronte a un ristorante in un'area di servizio. Siccome la polizia è sospettosa quando li vede, gli uomini aprono un conflitto a fuoco nel quale Herzberger rimane ferito. Approfittando della confusione, i rapinatori entrano nel ristorante e prendono in ostaggio tutti i presenti, Anna Engelhardt compresa. André riesce a intrufolarsi nella toilette e da lì nel condotto di aerazione, dal quale riesce a osservare la situazione e a mettersi in contatto con Semir.
- Altri interpreti: Ralf Richter (Frank), Detlef Bothe (Schneider), Michael Trischan (Holt), Christopher Zumbült (Günter), Utz Krause (Josef), Oliver Brücker (Paul)

## Veleno
- Titolo originale: Gift
- Diretto da: Hans Schönherr
- Scritto da: David Simmons

### Trama
Sull'autostrada si scatena una sequenza di incidenti inspiegabili; le prime indagini rivelano che tutti i guidatori sono stati avvelenati. Poco prima dell'incidente, tutte le vittime avevano fatto sosta in un bar all'area di servizio; si presume quindi che il veleno sia stato mescolato alle bevande. Indagando Semir e André si imbattono in Ronald Balz, un uomo apparentemente malato di mente che crede che l'intera umanità sia posseduta dal demonio e che minaccia di sferrare un ultimo grande colpo. A complicare le cose, André beve per errore una delle bibite contenente il veleno.
- Altri interpreti: Alexander Beyer (Ronald Balz), Melanie Marx (Petra Simmer), Sanja Spengler (Iris), Ueli Jäggi (Horst Balz)

## Fama mortale
- Titolo originale: Tödlicher Ruhm
- Diretto da: Hans Schönherr
- Scritto da: Kai Hänsel

### Trama
Il famoso cantante H.P. della techno band "Scooter", vecchio amico di André, viene rapito; gli autori chiedono 2 milioni di Marchi di riscatto. Un primo trasferimento di denaro non riesce. Tuttavia, due dei tre rapitori finiscono catturati. Il leader dei tre, impazzendo, trasforma la terra dove tiene prigioniero H.P. in un campo minato. Ha così inizio una sfida tra i due ispettori e il sequestratore.
- Guest star: H.P. Baxxter (se stesso), Rick J. Jordan (se stesso), Ferris Bueller (se stesso)
- Altri interpreti: Niels Bruno Schmidt (Rolf Saecker), Meike Gottschalk (Tatjana Graf)

Nota: l'episodio contiene, in apertura, una canzone scritta proprio dagli Scooter, e interpretata da H.P. (loro cantante) e dallo stesso Mark Keller (André).

## Merce di riciclaggio
- Titolo originale: Schnäppchenjäger
- Diretto da: Helmut Metzger
- Scritto da: Hans Gerd Müller-Welters

### Trama
Un camion si schianta contro il ristorante Stolper Heide e il conducente rimane ucciso. Quando l'inchiesta si apre, André e Semir scoprono che il veicolo è stato manomesso e che questo incidente era l'ultimo di una serie causati dal commissario Lutz Heitkamp e Jürgen Henze per riciclare la merce trasportata dai camion di quest'ultimo e truffare l'assicurazione. Heitkamp si occupava della liquidazione dei crediti di assicurazione e di responsabilità (dichiarando la merce distrutta e successivamente facendola arrivare a destinazione), Henze di corrompere i camionisti e di manipolare i loro veicoli, in modo che avessero un piccolo incidente. Ma questa volta qualcosa è andato storto: il camionista ha commesso un errore di guida e, pertanto, è rimasto ucciso. Come se non bastasse Manni, operaio nella ditta di Henze, scopre per caso la truffa e decide di ricattare il capo per risolvere i suoi problemi economici, arrivando persino a rischiare la vita.
- Altri interpreti: Sven Walser (Manni), Winfried Glatzeder (Jürgen Henze), Frank Leo Schröder (Lutz Heitkamp), Douglas Welbat (Funk)

## Prova di fiducia
- Titolo originale: Leichenwagen
- Diretto da: Helmut Metzger
- Scritto da: Mike Scheffner, Matthias Simmich

### Trama
Hassan, il cugino di Semir che lavora come barman, riceve l'incarico di far sparire un'automobile facendola finire sul fondo di un lago. Quello che non sa è che nel portabagagli è nascosto un cadavere. Ma qualcosa va storto: lungo la strada la polizia gli chiede di fermarsi; in preda al panico, Hassan fugge. Lascia l'autostrada e arriva in un cantiere, dove è costretto ad abbandonare l'auto. Semir si insospettisce quando trova il suo braccialetto sul sedile e lo va a cercare, senza però dire niente a nessuno. Ma la cosa viene a galla molto presto e Hassan diventa il principale sospettato per l'omicidio. Questa cosa mette in disaccordo Semir, convinto dell'innocenza del cugino, e André.
- Altri interpreti: Mürtüz Yolci (Hassan), Ronald Nitschke (Freytag)